# Dente

1.Dente 2.Esmalte dentário 3.Dentina 4.Polpa dentária 7.Cemento 12.Raiz 17.Periodonto 18. Gengiva 22.Ligamento periodontal

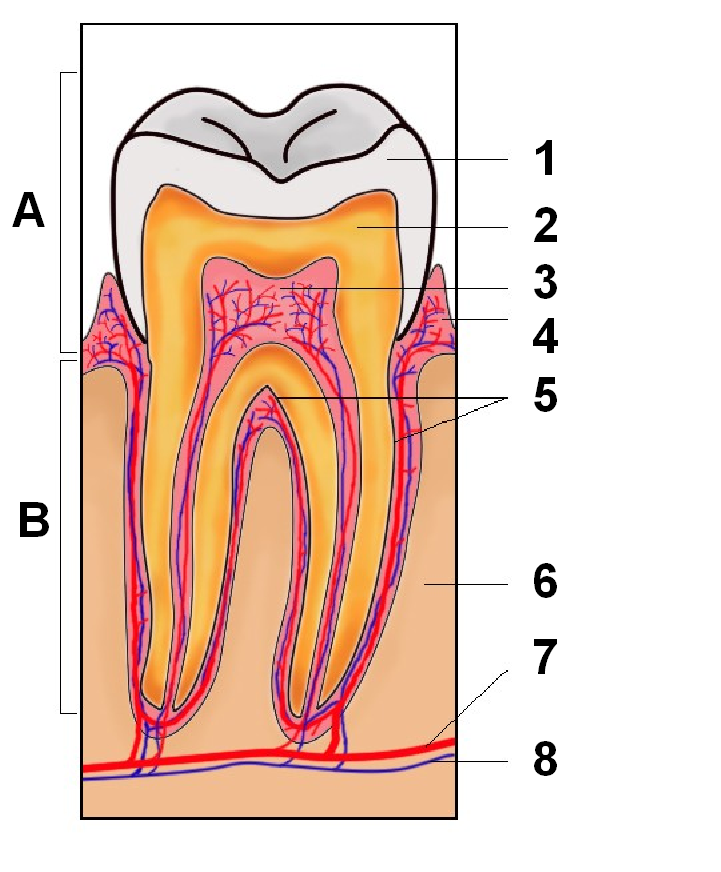
Esquema de um dente. 1- Esmalte, 2- Dentina, 3-Polpa, 4-Gengiva, 5-Cemento, 6-Osso alveolar, 7-vaso sanguíneo, 8-nervo. A-Coroa, B-Raiz

Dente é uma estrutura localizada na boca que é dura, saliente e esbranquiçada composta por polpa, dentina e esmalte que é originada no maxilar e na mandíbula (ou arcada dentária no ser humano) de muitos vertebrados. É usado para cortar, prender e triturar alimentos, preparando-os para serem deglutidos.
Alternativamente, os dentes são utilizados por muitos animais como instrumentos de autodefesa ou de ataque.
Os mamíferos têm dentes diferenciados adaptados a diferentes tipos de alimentação. Além disso, os seus dentes são substituídos de uma forma mais simples, durante as primeiras fases da vida do animal, uma característica denominada difiodontia.
Como os dentes são estruturas que se conservam facilmente, as suas características são muito importantes para identificar fósseis, em paleontologia e arqueologia. Os diferentes tipos de dentes dão igualmente informação sobre a filogenia das espécies.

## Desenvolvimento
Os dentes desenvolvem-se a partir de dois tipos de células:
- as células do epitélio bucal; e
- as célula mesenquimal|células mesenquimáticas.

As células do epitélio bucal formam o órgão do esmalte, e as células mesenquimáticas formam a papila dentária. A interação das células epiteliais e mesenquimais é vital para o processo de iniciação e formação dos dentes. Juntamente com essas células, as crista neural|células da crista neural contribuem para o desenvolvimento do dente. As células da crista neural originam-se dos tecidos nervosos em um estágio inicial do desenvolvimento e migram para as maxilas, misturando-se com as células mesenquimáticas. Elas funcionam pela integração com as células da papila dentária e com as células epiteliais do órgão de esmalte inicial, o que auxilia no desenvolvimento dos dentes. Essas células também participam da formação das glândula salivar|glândulas salivares, osso, cartilagem, nervos e músculos da face.
O primeiro sinal da formação dentária é o desenvolvimento da lâmina dentária, surgindo a partir do epitélio bucal. A lâmina dentária desenvolve-se em um folheto de células epiteliais que invadem o mesênquima subjacente, nas cercanias do primeiro da maxila e mandíbula. Na borda anterior da lâmina, 20 áreas de espessamento aparecem, as quais formam os botões dentários para os 20 dente decíduo|dentes decíduos. Nesse estágio inicial, os botões já determinaram a morfologia de sua coroa, seja de incisivo ou de um molar. Isso se deve à expressão genética. Depois que os dentes decíduos desenvolveram-se a partir dos botões, a borda anterior da lâmina continua a crescer para desenvolver os dentes permanentes que sucedem os 20 dentes decíduos. Essa parte da lâmina é então denominada lâmina de substituição. A lâmina continua posteriormente dentro da maxila em crescimento e desta surgem os dentes posteriores, os quais se formam atrás dos dentes decíduos. Desta maneira, 20 dos dentes permanentes substituem os 20 dentes decíduos, e os 12 dentes posteriores molares permanentes desenvolveram atrás da dentição decídua. Os últimos dentes que se formam são os terceiros molares, os quais se desenvolvem cerca de 15 anos após o nascimento. Uma vez que os molares não substituem os dentes decíduos, eles não se originam da lâmina de substituição, mas diretamente da lâmina dentária. A lâmina dentária inicial, que se origina tanto a lâmina dentária como a de substituição, inicia sua função na sexta semana pré natal e continua até os 15 anos.
Com o progressivo desenvolvimento das condições ambientais, como a nutrição, a maturação dentária é hoje mais rápida do que há cem anos.

## Dentição humana

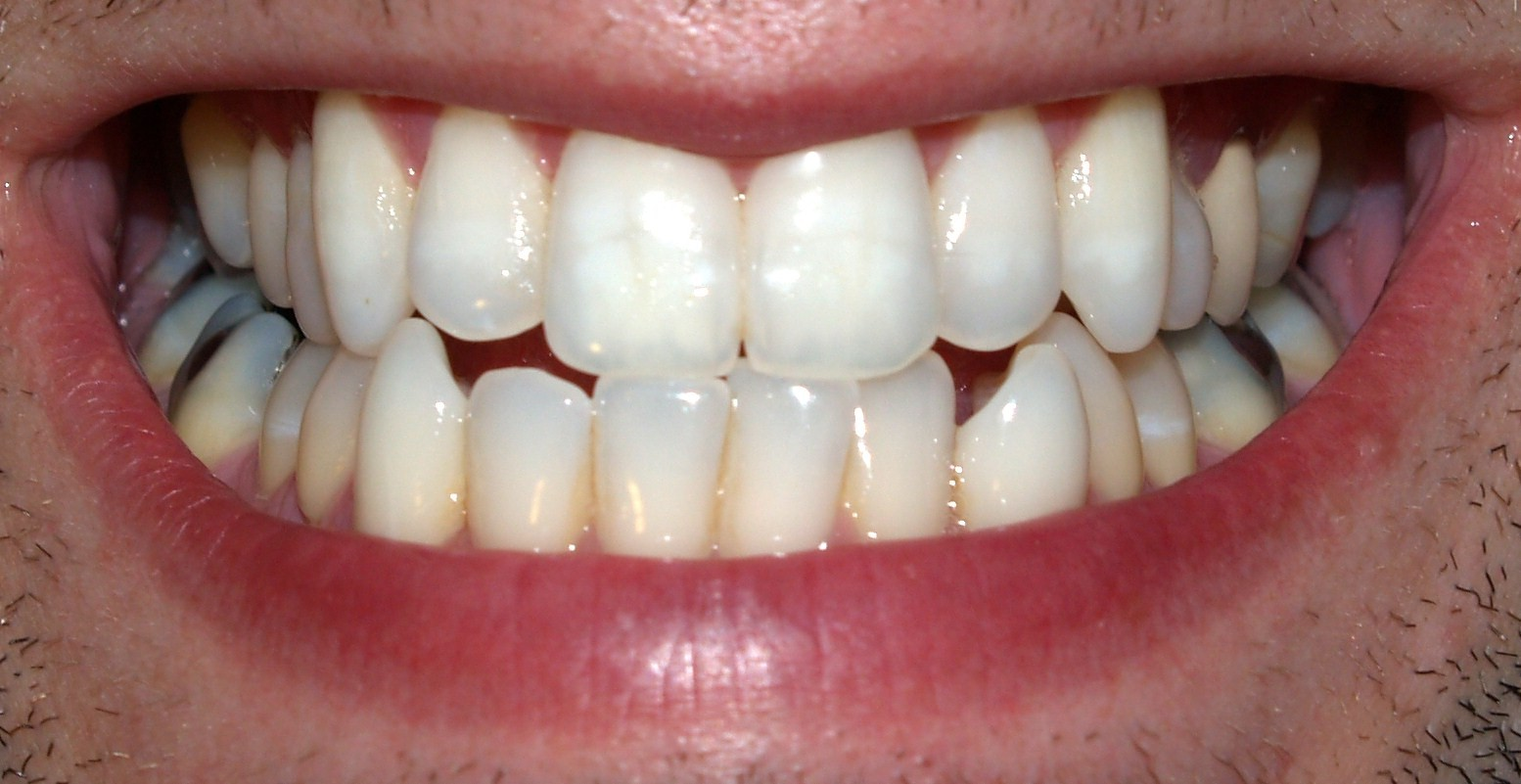

Um humano adulto tem normalmente 32 dentes, dezesseis na mandíbula e dezesseis na maxilar. Os quatro incisivos, localizados à frente, cortam pedaços de comida não muito duros. Junto deles, estão os dois caninos, um de cada lado (sendo quatro no total). Por serem pontiagudos, servem para dilacerar e perfurar. Os incisivos e os caninos preparam uma quantidade de alimento para serem deglutidos. Os quatro pré-molares e os seis molares cumprem as funções de o cortar, esmagar e triturar.
Os dentes se unem ao osso alveolar (alvéolo de sustentação), por meio do ligamento periodontal, em uma articulação denominada Gonfose. As articulações fibrosas, como as gonfoses, caracterizam-se por unir os ossos através de tecido conjuntivo fibroso, permitindo pouco ou nenhum movimento. 
Nos humanos pode-se dizer que os dentes além da função mastigatória, possuem as funções de estética (muito importante na autoestima) e de auxílio na fonação visto que a pronúncia correta de alguns fonemas depende deles, juntamente com a língua.
Entre os seis meses e os três anos, toda a dentição humana temporária, também chamada "de leite" ou decídua, está formada.  É composta por 20 dentes, 10 na mandíbula e 10 na maxilar, e é trocada dos seis aos onze anos. O último a cair é o segundo molar decíduo. O siso - o terceiro molar - costuma aparecer aos 21 anos; por isso ficou conhecido como "dente do juízo".
A formação dos dentes, desenvolvimento da dentição e crescimento do complexo craniofacial estão interligados, quer durante o período pré-natal, quer pós-natal. Ao nascer não há normalmente dentes visíveis na boca, mas já se encontram muitos dentes nas diversas fases de desenvolvimento no interior da estrutura óssea das arcadas dentárias. A calcificação dos dentes de leite começa por volta do quarto mês de gestação; perto do fim do sexto mês todos os dentes de leite já começaram o seu desenvolvimento. Nos primeiros meses aparece a dentição decidual ou de leite e mais tarde a dentição permanente.
Os dentes humanos são classificados da seguinte forma:

### Dentes permanentes
- Incisivo
  - Incisivo central superior
  - Incisivo lateral superior
  - Incisivo central inferior
  - Incisivo lateral inferior
- Canino
  - Canino superior
  - Canino inferior
- Pré-molar
  - Primeiro pré-molar superior
  - Segundo pré-molar superior
  - Primeiro pré-molar inferior
  - Segundo pré-molar inferior
- Molar
  - Primeiro molar superior
  - Segundo molar superior
  - Terceiro molar superior
  - Primeiro molar inferior
  - Segundo molar inferior
  - Terceiro molar inferior

## Cuidados com os dentes

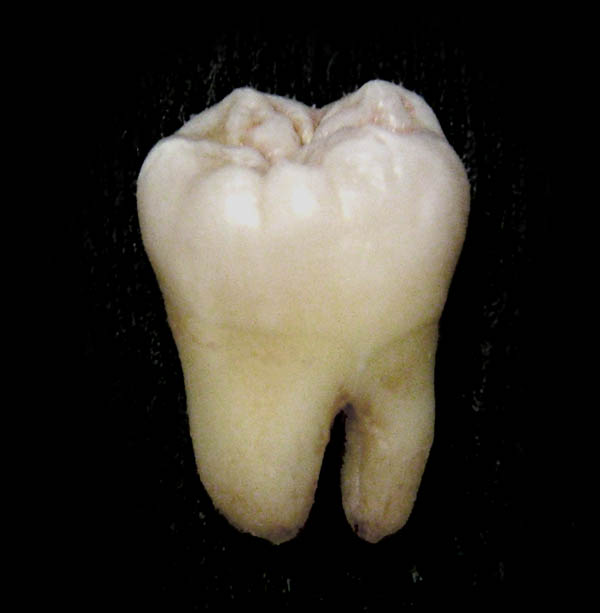
Dente do siso.

Os dentes devem ser escovados após qualquer refeição, ao acordar e antes de dormir. O uso regular de fio dental também é necessário uma vez que a escova não alcança as ameias interdentais. Usado criteriosamente uma vez ao dia é o suficiente para a maioria das pessoas. O horário mais recomendado é antes de dormir, mas pode ser usado no horário que se achar mais adequado.
A água, o sal, ou o leite das cidades podem ser tratados com flúor e isso é dever do Estado, e deve ser discutido com a população quanto aos efeitos colaterais, a fluorose, que pode acometer até 60% das crianças de 0 a 12 anos, bem como com relação a questões éticas, que costumam gerar certa controvérsia. A saúde dental depende também da ingestão correta do flúor, porém nem sempre, pois alguns povos, como orientais e indígenas, consomem menos açúcar refinado e têm menos cáries que a média geral da população de países industrializados.
Em países açucareiros, como o Brasil, a ingestão de 2,5 mg/dia de fluoreto parece ser indispensável, embora o excesso consumido seja danoso para dentes, ossos, cérebro e rins, devido a toxicidade crônica do íon Flúor. No Brasil quase todas as principais marcas de cremes dentais contém flúor. Um creme dental sem flúor pode ser indicado para crianças menores de 6 anos, com tendência a fluorose. Converse com seu dentista sobre essa possibilidade.
Se você consome muito chá, dialogue também com seu médico sobre a possibilidade de usar água não fluoretada para preparo das infusões, pois chá, em geral, contém muito fluoreto, que somado ao presente na água, pode danificar os dentes e esqueleto. Se seus filhos consomem muito peixe, crustáceos e têm tendência a fluorose, você poderá diluir água pobre em flúor com a de consumo. Ou mesmo substituir, pois suas crianças continuarão a valer-se dos efeitos benéficos dos fluoretos em alimentos preparados com água fluoretada. Novamente, converse com seu odontólogo.
O profissional que cuida dos dentes é o cirurgião-dentista, popularmente conhecido como dentista. Ele deve ser visitado pelo menos duas vezes por ano.
Mascar chiclete por mais de vinte minutos num dia "cansa" a mandíbula e pode estragar os dentes. Mascar chiclete sem açúcar por alguns minutos, entretanto, estimula a secreção da saliva e ajuda a limpar os dentes molares, em especial. Nos chicletes sem açúcar há geralmente o xilitol, açúcar de difícil digestão pelas bactérias que leva a assépsia bucal e previne a cárie.

## Anomalias dentárias
Anomalias dentárias incluem variações da normalidade em número, tamanho, erupção e morfologia dos dentes, e estas podem ser divididas em alterações de desenvolvimento ou adquiridas. O termo desenvolvimento indica que uma determinada alteração ocorre durante a formação de 1 ou mais dentes. Levando-se em consideração as complexidades e interações que envolvem o dente em seu desenvolvimento, desde o início de sua formação, por volta de 6 semanas de vida intrauterina até sua completa erupção, o número pequeno de anomalias é surpreendente. A maioria dos defeitos abordados é de etiologia hereditária. Em contrapartida, alterações adquiridas resultam de mudanças nos dentes após a formação normal. Por exemplo, dentes que formam raízes muito pequenas representam anomalias de desenvolvimento, enquanto o encurtamento de raízes normais por reabsorção externa representa alterações adquiridas.

### Alterações de Desenvolvimento
Segundo Neville (2009), alterações dentárias do desenvolvimento são:
- Número
  - Hipodontia
  - Hiperdontia
- Tamanho
  - Microdontia
  - Macrodontia
- Forma
  - Geminação
  - Fusão
  - Concrescência
  - Cúspides acessórias
  - Dente invaginado
  - Esmalte ectópico
  - Taurodontia
  - Hipercementose
  - Raízes acessórias
  - Dilaceração
- Estrutura
  - Amelogênese imperfeita
  - Dentinogênese imperfeita
  - Displasia dentinária tipo I
  - Displasia dentinária tipo II
  - Odontodisplasia regional

#### Número de dentes
A dentição decídua é composta por 20 dentes, enquanto a dentição permanente é composta por 32 dentes (contando com os terceiros molares, que podem não existir em alguns indivíduos).

##### Dentes supranumerários
Dentes supranumerários são aqueles que se desenvolvem além do número normal de dentes. A morfologia do dente pode ser normal ou anormal. Quando esse dente tem forma normal, o termo supranumerário é, algumas vezes, usado. Apesar da causa ser desconhecida, existe uma tendência familiar.

##### Dentes ausentes
As expressões referentes ao não desenvolvimento dentário podem variar desde a falta de um ou alguns dentes (hipodontia), à falta de vários elementos (oligodontia) e até mesmo na falha do desenvolvimento e, consequentemente, ausência de todos os dentes (anodontia).
O não desenvolvimento de dentes pode ser também consequência de diversos mecanismos patológicos independentes que afetam a formação normal da lâmina dentária (p. ex.: síndrome digito-orofacial), falha no desenvolvimento de um germe dentário no período correto, falta de espaço requerido devido à malformação dos ossos maxilares e desproporção geneticamente determinada entre tamanhos de dentes e arcadas.

#### Tamanho dos dentes
Existe uma correlação positiva entre tamanho de dente (diâmetro mesiodistal × diâmetro vestibulolingual) e altura corporal. Homens têm dentes decíduos e permanentes maiores que os das mulheres. Além dessas variações normais, entretanto, os indivíduos podem desenvolver dentes incomumente grandes ou pequenos.

##### Macrodontia
Na macrodontia os dentes são maiores que o normal. Quando os dentes têm tamanhos normais, mas estão localizados em ossos maxilares menores que o normal, essa condição é denominada macrodontia relativa. A macrodontia raramente pode afetar toda a dentição e, de um modo geral, envolve um grupo específico de dentes, dentes contralaterais correspondentes ou um único elemento. A presença de um hemangioma (tanto intraósseo como em tecido mole) pode resultar em um aumento de tamanho e desenvolvimento acelerado de dentes adjacentes. A macrodontia verdadeira localizada pode ocorrer na hipertrofia hemifacial. A macrodontia verdadeira generalizada também pode ocorrer no gigantismo pituitário. A causa de macrodontia é desconhecida.
O tamanho aumentado de um dente é detectável no exame clínico. Apinhamento, má-oclusão ou impactação dentária podem ocorrer.

##### Microdontia
Na microdontia os dentes envolvidos são menores que o normal. Assim como na macrodontia, a microdontia pode envolver todos os dentes ou estar limitada a um único elemento ou a um grupo específico de dentes. A microdontia relativa também pode ocorrer. Nessa condição, dentes de tamanhos normais se desenvolvem em indivíduos com ossos maxilares grandes. A microdontia generalizada é extremamente rara, embora ocorra em
pacientes com nanismo pituitário. Dentes supranumerários frequentemente são micro dentes. Incisivos laterais superiores e terceiros molares, que muitas vezes não se desenvolvem, também podem apresentar tamanhos pequenos.

### Erupção dos dentes

#### Transposição
A transposição é a condição na qual dois dentes trocaram de posição entre si.

### Morfologia alterada dos dentes

#### Fusão
A fusão de dentes é consequência da união de 2 germes dentários adjacentes, resultando no desenvolvimento conjunto dos dentes. Alguns autores acreditam que a fusão acontece quando 2 germes dentários se formam tão próximos entre si que, conforme se desenvolvem, entram em contato e se fundem antes que ocorra a calcificação. Já outros autores alegam que uma força física ou pressão gerada nos germes durante o processo de desenvolvimento levam ao contato de germes dentários adjacentes. A base genética para a anomalia provavelmente é autossômica dominante com baixa penetrância. Homens e mulheres apresentam fusão na mesma proporção e a incidência é maior em asiáticos e índios americanos.

#### Concrescência
A concrescência ocorre quando raízes de 2 ou mais dentes estão unidas pelo cemento. Pode envolver dentes decíduos ou permanentes. Embora a causa ainda seja desconhecida, muitos autores suspeitam que restrição de espaço durante o desenvolvimento, trauma local, força oclusal excessiva ou infecção local após o desenvolvimento dentário podem desempenhar um papel importante. Se a condição ocorrer durante o desenvolvimento do dente, ela é chamada de concrescência verdadeira; caso ocorra depois é denominada concrescência adquirida.

#### Geminação
A geminação é uma anomalia rara que aparece quando o botão dentário de um único dente tenta se dividir. A  consequência pode ser uma invaginação da coroa com divisão parcial ou, em casos raros, com divisão completa por toda a coroa e raiz, formando estruturas idênticas. A completa geminação resulta em um dente normal e um dente supranumerário no arco. A causa é desconhecida, mas existe alguma evidência de que tenha caráter familiar.

#### Taurodontia
Dentes com taurodontia possuem câmaras pulpares maiores no sentido longitudinal. A coroa possui forma e tamanho normais, mas o corpo é alongado e as raízes  são curtas. A câmara pulpar se estende de uma posição normal na coroa até toda a extensão do corpo do dente aumentado, levando a uma distância aumentada entre a junção cemento-esmalte e a região de furca. A taurodontia pode acometer tanto a dentição decídua
quanto a permanente (ou ambas). Ainda que algumas evidências dessa condição possam ser vistas em qualquer dente, normalmente suas características típicas estão totalmente presentes em molares e menos frequentemente em pré-molares. Dentes isolados ou múltiplos podem apresentar características de taurodontia, de forma uni ou bilateral e em qualquer grupo de dentes ou quadrante.

#### Dilaceração
A dilaceração é um distúrbio de formação que produz uma curvatura acentuada ou suave no dente. Um dos conceitos mais antigos é de que a dilaceração ocorra provavelmente em consequência de um trauma mecânico na porção calcificada de um dente parcialmente formado. Embora isso possa ocorrer, especialmente
nos incisivos superiores, a maioria dos casos possivelmente decorre de anomalias de desenvolvimento verdadeiras. A distorção angular pode ocorrer em qualquer lugar da coroa ou da raiz.

#### Dens in dente
Dens in dente é consequência de uma invaginação da superfície externa do dente. Isso pode ocorrer tanto na coroa quanto na raiz durante o desenvolvimento dentário e pode envolver a câmara pulpar ou o canal radicular, resultando em deformidade na sua morfologia.
Essas anomalias são encontradas mais frequentemente nas coroas. Nesse caso, normalmente são originadas a partir de invaginações anômalas do órgão de esmalte para dentro da papila dentária. Em um dente já formado, o resultado é uma dobra de tecido duro recoberta por esmalte localizada no interior do dente. A forma mais acentuada dessa anomalia é conhecida como odontoma dilatado.

### Distúrbios decorrentes de fendas palatinas

#### Má oclusão
Ao final da dentição decídua costumam surgir alguns desequilíbrios esqueléticos com isso algumas alterações oclusais que se intensificam na dentição mista e permanente isso se dá aos crescimentos dos dentes herdados geneticamente e de possíveis traumas nas matrizes funcionais dos dentes.
Os pacientes que sofrem de fissuras labiopalatinas tendem a ter uma predisposição maior a sofrer com a má oclusão onde modificam o desenvolvimento normal surgindo assim anomalias dentarias, a maioria das más oclusões desses pacientes são fruto do tipo de tratamento que eles recebem. Pois os pacientes que fazem a cirurgia de fechamento de lábio comumente realizada após os três meses de idade e os que fazem a cirurgia de fechamento do palato que geralmente é realizada a partir dos dezoito meses de idade tendem a apresentar uma largura menor do maxilar por conta da capacidade construtora da cirurgia onde causa uma redução significativa das dimensões da maxila no sentido anteroposterior e transversal. Essa é uma condição extremamente relevante para o paciente no ponto de vista estético e psicológico, mas uma condição desfavorável no ponto de vista ortodôntico.

#### Alterações dentárias
Pacientes que apresentam fissura de lábio e palato consequentemente apresentam maior frequência de anomalias dentarias extranumerários, supranumerários e agenesias em comparação a indivíduos que não possuem essa condição a ausência congênita dos dentes é mais comum e ocorre no lado da fissura tendo como dente mais acometido o incisivo lateral superior em cerca de 48,3% dos casos. Alguns estudos mostram que 37,1% dos pacientes portadores de fissura unilateral completa de lábio e palato apresentam ausência desse elemento dentário, sendo que em 11,4% dos casos são em paciente com fissura unilateral completa de lábio e palato direita. Já os dentes posteriores com maior ausência é o segundo pré-molar superior, chegando a 14,3% nas fissuras unilaterais de lábio e palato.
Já os dentes supranumerados não são comuns quando a ausência congênita, já quando ocorrem em sua maioria ficam posterior a fissura e sua ocorrência é maior na fissura unilateral de lábio e palato do lado esquerdo. Vanzin e Yamazaki (2002) encontraram dentes supranumerários somente na região da fissura unilateral, 11,4% no grupo com fissuras unilaterais direitas e o dente mais frequente sendo o incisivo lateral superior. Quando os pacientes com fissura de lábio e palato apresentam um dente supranumerários característico ele é denominado de “pré-canino”. Estudos mostram em 27,5% dos pacientes essa condição se faz presente e em 15% ocorrem em pacientes com fissura transforame unilateral direita
Já nas alterações de tamanho dos elementos dentários os pacientes com fissura unilateral completa de lábio e palato apresentam 40,8% de ocorrência de microdontia do incisivo lateral superior esquerdo sendo esse o dente mais afetado em todo tipo de fissura e apenas 5,52% no incisivo lateral superior direito.

## Principais doenças que acometem os dentes
- Cálculo dental ou Tártaro.
- Cárie
- Fluorose
- Pulpite